# Beauty and the Beast: Roar of the Beast
Pour les articles homonymes, voir Beauty and the Beast.
Beauty and the Beast: Roar of the Beast est un jeu vidéo d'action et de plate-forme sorti en 1993 sur Mega Drive. Le jeu a été développé par Software Creations et édité par Sunsoft.
Le jeu s'inspire du film d'animation La belle et la bête de Walt Disney Pictures. Il est sorti en même temps que Beauty and the Beast: Belle's Quest du même éditeur.